# Res Roma 2015-2016
Questa voce raccoglie le informazioni riguardanti la Società Sportiva Dilettantistica Res Roma nelle competizioni ufficiali della stagione 2015-2016.

## Stagione
La stagione della Res Roma è iniziata il 7 ottobre con il primo dei tre derby che ha disputato nel Quadrangolare G del turno preliminare della Coppa Italia. Ha superato il turno preliminare terminando il quadrangolare al primo posto grazie alle due vittorie sulla Lazio e sulla Roma XIV Decimoquarto e al pareggio a reti bianche contro la Roma CF. Nei sedicesimi di finale ha sconfitto il Catania per 3-0, accedendo agli ottavi di finale, dove ha incontrato le campionesse d'Italia in carica dell'AGSM Verona. Nella partita giocata al centro sportivo "Raimondo Vianello" ha visto le veronesi imporsi per 4-0, estromettendo le romane dalla Coppa Italia.
Il terzo campionato consecutivo in Serie A della Res Roma si è concluso con il settimo posto e una salvezza conquistata all'ultima giornata grazie alla vittoria casalinga sul Mozzanica. In campionato la Res Roma ha segnato solamente 13 reti, risultando l'attacco peggiore dell'intero campionato.

## Organigramma societario
Area tecnica
- Allenatore: Fabio Melillo
- Vice allenatore: Stefano Fiorucci
- Collaboratore tecnico: Ilaria Inchingolo
- Collaboratore tecnico: Claudia Ceccarelli
- Collaboratore tecnico: Antonio Genovese

Area sanitaria
- Medico sociale: Dott. Carlo Biasotto

## Rosa
Rosa, numerazione e ruoli, tratti dal sito ufficiale della società, sono aggiornati al 13 gennaio 2016.
| N. |                   | Ruolo | Calciatrice            |
| -- | ----------------- | ----- | ---------------------- |
|    | Italia (bandiera) | P     | Rosalia Pipitone       |
|    | Italia (bandiera) | P     | Serena Caporro         |
|    | Italia (bandiera) | D     | Veronica Cela          |
|    | Italia (bandiera) | D     | Giulia Colini          |
|    | Italia (bandiera) | D     | Luana Fracassi         |
|    | Italia (bandiera) | D     | Margot Gambarotta      |
|    | Italia (bandiera) | D     | Gioia Mancini          |
|    | Italia (bandiera) | D     | Federica Savini        |
|    | Italia (bandiera) | C     | Claudia Ciccotti       |
|    | Italia (bandiera) | C     | Virginia Di Giammarino |
|    | Italia (bandiera) | C     | Veronica Spagnoli      |
|    | Italia (bandiera) | C     | Eva Biasotto           |
|    | Italia (bandiera) | C     | Arianna Caruso         |

| N. |                   | Ruolo | Calciatrice         |
| -- | ----------------- | ----- | ------------------- |
|    | Italia (bandiera) | C     | Manuela Coluccini   |
|    | Italia (bandiera) | C     | Giada Greggi        |
|    | Italia (bandiera) | C     | Federica Marzi      |
|    | Italia (bandiera) | C     | Valentina Simeone   |
|    | Italia (bandiera) | C     | Ilaria Inchingolo   |
|    | Italia (bandiera) | C     | Emily Nicosia Vinci |
|    | Italia (bandiera) | C     | Flaminia Simonetti  |
|    | Italia (bandiera) | A     | Camilla Labate      |
|    | Italia (bandiera) | A     | Vanessa Nagni (c)   |
|    | Belgio (bandiera) | A     | Riana Nainggolan    |
|    | Italia (bandiera) | A     | Giorgia Pagano      |
|    | Italia (bandiera) | A     | Claudia Palombi     |
|    | Italia (bandiera) | A     | Miriam Picchi       |

## Calciomercato
| Acquisti | Acquisti          | Acquisti     | Acquisti   |
| R.       | Nome              | da           | Modalità   |
| -------- | ----------------- | ------------ | ---------- |
| D        | Gioia Mancini     | Roma         | definitivo |
| D        | Federica Savini   | Lazio        | definitivo |
| C        | Valentina Simeone | Roma         | definitivo |
| A        | Riana Nainggolan  |              | svincolata |
| A        | Giorgia Pagano    | Real Colombo | definitivo |
| A        | Miriam Picchi     | Lazio        | definitivo |

| Cessioni | Cessioni            | Cessioni    | Cessioni                |
| R.       | Nome                | a           | Modalità                |
| -------- | ------------------- | ----------- | ----------------------- |
| D        | Eleonora Cunsolo    | Acese       | definitivo              |
| D        | Antonella Morra     | Acese       | definitivo              |
| C        | Claudia Ceccarelli  |             | ritiro                  |
| C        | Erika Villani       |             | passaggio al calcio a 5 |
| A        | Francesca Pittaccio | Roma        | definitivo              |
| A        | Valeria Pirone      | AGSM Verona | definitivo              |

## Risultati

### Serie A

#### Girone di andata
| Roma 18 ottobre 2015, ore 14:30 CEST 1ª giornata | Res Roma          | 0 – 0 referto | Südtirol | Centro Sportivo "Raimondo Vianello"\| Arbitro: \| Mazzarà (Palermo) \| |
| Arbitro:                                         | Mazzarà (Palermo) |               |          |                                                                        |

| Ravenna 31 ottobre 2015, ore 14:30 CET 2ª giornata | San Zaccaria       | 0 – 0 referto | Res Roma | Centro Sportivo "Massimo Soprani"\| Arbitro: \| Brognati (Ferrara) \| |
| Arbitro:                                           | Brognati (Ferrara) |               |          |                                                                       |

| Arbitro: | I. Bianchini (Terni) |

|  |           |              |
|  | Marcatori | 52’ Barbieri |

| Arbitro: | Fabio Catani (Fermo) |

|                                                 |           |  |
| Gabbiadini 3’, 62’, 75’ Bonetti 19’ Fuselli 41’ | Marcatori |  |

| Arbitro: | D. Faraon (Conegliano) |

|  |           |                        |
|  | Marcatori | 26’ Biasotto 84’ Nagni |

| Arbitro: | Zucchetti (Foligno) |

|            |           |  |
| Caruso 79’ | Marcatori |  |

| Arbitro: | Lipizer (Verona) |

|             |           |  |
| Sabatino 6’ | Marcatori |  |

| Arbitro: | Mulas (Sassari) |

|           |           |  |
| Nagni 18’ | Marcatori |  |

| Arbitro: | Ferro (Latisana) |

|                                     |           |  |
| Cisotto 35’ Simeoni 78’ Da Re 90+1’ | Marcatori |  |

| Arbitro: | Mansueto (Verona) |

|  |           |                                             |
|  | Marcatori | 5’ Caccamo 32’, 80’ Panico 56’ Vicchiarello |

| Arbitro: | Alessandro Munerati (Rovigo) |

|                                     |           |               |
| Giacinti 10’ Iannella 18’ Mason 77’ | Marcatori | 88’ Coluccini |

#### Girone di ritorno
| Arbitro: | Dell'Oca (Como) |

|                                  |           |  |
| Erlacher 42’ A. Tonelli 61’, 73’ | Marcatori |  |

| Roma 13 febbraio 2016, ore 14:30 CET 13ª giornata | Res Roma             | 0 – 0 referto | San Zaccaria | Centro Sportivo "Raimondo Vianello"\| Arbitro: \| Porcheddu (Oristano) \| |
| Arbitro:                                          | Porcheddu (Oristano) |               |              |                                                                           |

| Arbitro: | Modesto (Treviso) |

|                 |           |  |
| Moretti 8’, 45’ | Marcatori |  |

| Arbitro: | Maria Francesca Staico (Cagliari) |

|                          |           |                               |
| Nagni 30’ Nainggolan 84’ | Marcatori | 42’ Salvai 86’ (rig.) Bonetti |

| Arbitro: | Cherchi (Carbonia) |

|                  |           |                     |
| Nagni 87’ (rig.) | Marcatori | 72’, 79’ Colasuonno |

| Arbitro: | Sprezzola (Mestre) |

|  |           |               |
|  | Marcatori | 36’ Simonetti |

| Arbitro: | Giaccaglia (Jesi) |

|  |           |              |
|  | Marcatori | 75’ Williams |

| Arbitro: | Castellone (Napoli) |

|                |           |                    |
| Pinna 36’, 58’ | Marcatori | 69’ (rig.) Palombi |

| Arbitro: | Marco Croce (Salerno) |

|            |           |  |
| Palombi 2’ | Marcatori |  |

| Arbitro: | Mattia Caldera (Como) |

|                             |           |            |
| Ciccotti 8’ (aut.) Tona 12’ | Marcatori | 72’ Caruso |

| Arbitro: | Gilberto Gregoris (Pescara) |

|             |           |  |
| Palombi 25’ | Marcatori |  |

### Coppa Italia

#### Turno preliminare
Quadrangolare G
| Arbitro: | Frank Loic Nana Tchato (Aprilia) |

|                |           |                                                                          |
| Berarducci 29’ | Marcatori | 16’, 30’, 46’ Palombi 21’ Coluccini 52’ Greggi 61’ Simonetti 61’ Nicosia |

| Roma 11 ottobre 2015, ore 14:30 CEST 2ª giornata | Res Roma              | 0 – 0 referto | Roma CF | Centro Sportivo "Raimondo Vianello"\| Arbitro: \| Notarangelo (Cassino) \| |
| Arbitro:                                         | Notarangelo (Cassino) |               |         |                                                                            |

| Roma 25 ottobre 2015, ore 14:30 CET 3ª giornata                                                             | Res Roma  | 7 – 0 referto | Roma XIV | Centro Sportivo "Raimondo Vianello" |
| \| \| \| \| \| Coluccini 28’ Labate 36’ Nagni 41’, 45’ Palombi 75’ Picchi 78’ Greggi 89’ \| Marcatori \| \| |           |               |          |                                     |
| |           |               |          |                                     |
| Coluccini 28’ Labate 36’ Nagni 41’, 45’ Palombi 75’ Picchi 78’ Greggi 89’                                   | Marcatori |               |          |                                     |

#### Sedicesimi di finale
| Arbitro: | Francesco Ferro (Latisana) |

|                                           |           |  |
| Greggi 20’ Caruso 79’ Di Giammarino 90+4’ | Marcatori |  |

#### Ottavi di finale
| Arbitro: | Alberto Ruben Arena (Torre del Greco) |

|  |           |                                     |
|  | Marcatori | 43’, 62’ Gabbiadini 55’, 85’ Pirone |

## Statistiche

### Statistiche di squadra
| Competizione | Punti | In casa | In casa | In casa | In casa | In casa | In casa | In trasferta | In trasferta | In trasferta | In trasferta | In trasferta | In trasferta | Totale | Totale | Totale | Totale | Totale | Totale | DR  |
| Competizione | Punti | G       | V       | N       | P       | Gf      | Gs      | G            | V            | N            | P            | Gf           | Gs           | G      | V      | N      | P      | Gf     | Gs     | DR  |
| ------------ | ----- | ------- | ------- | ------- | ------- | ------- | ------- | ------------ | ------------ | ------------ | ------------ | ------------ | ------------ | ------ | ------ | ------ | ------ | ------ | ------ | --- |
| Serie A      | 22    | 11      | 4       | 3       | 4       | 7       | 10      | 11           | 2            | 1            | 8            | 6            | 21           | 22     | 6      | 4      | 12     | 13     | 31     | -18 |
| Coppa Italia | -     | 4       | 3       | 0       | 1       | 10      | 4       | 1            | 1            | 0            | 0            | 7            | 1            | 5      | 4      | 0      | 1      | 17     | 5      | +12 |
| Totale       | -     | 15      | 7       | 3       | 5       | 17      | 14      | 12           | 3            | 1            | 8            | 13           | 22           | 27     | 10     | 4      | 13     | 30     | 36     | -6  |

### Andamento in campionato
| Giornata  | 1 | 2 | 3 | 4  | 5 | 6 | 7 | 8 | 9 | 10 | 11 | 12 | 13 | 14 | 15 | 16 | 17 | 18 | 19 | 20 | 21 | 22 |
| --------- | - | - | - | -- | - | - | - | - | - | -- | -- | -- | -- | -- | -- | -- | -- | -- | -- | -- | -- | -- |
| Luogo     | C | T | C | T  | T | C | T | C | T | C  | T  | T  | C  | T  | C  | C  | T  | C  | T  | C  | T  | C  |
| Risultato | N | N | P | P  | V | V | P | V | P | P  | P  | P  | N  | P  | N  | P  | V  | P  | P  | V  | P  | V  |
| Posizione | 5 | 7 | 9 | 11 | 7 | 7 | 7 | 6 | 7 | 7  | 7  | 7  | 7  | 7  | 7  | 8  | 7  | 7  | 7  | 7  | 7  | 7  |

Legenda:

Luogo: C = Casa; T = Trasferta. Risultato: V = Vittoria; N = Pareggio; P = Sconfitta.

### Statistiche delle giocatrici
| Giocatore        | Serie A  | Serie A | Serie A     | Serie A    | Coppa Italia | Coppa Italia | Coppa Italia | Coppa Italia | Totale   | Totale | Totale      | Totale     |
| Giocatore        | Presenze | Reti    | Ammonizioni | Espulsioni | Presenze     | Reti         | Ammonizioni  | Espulsioni   | Presenze | Reti   | Ammonizioni | Espulsioni |
| ---------------- | -------- | ------- | ----------- | ---------- | ------------ | ------------ | ------------ | ------------ | -------- | ------ | ----------- | ---------- |
| E. Biasotto      | 20       | 1       | 6           | 0          | 4            | 0            | 0            | 0            | 24       | 1      | 6           | 0          |
| S. Caporro       | 2        | 6       | 0           | 0          | 0            | 0            | 0            | 0            | 2        | 6      | 0           | 0          |
| A. Caruso        | 15       | 2       | 1           | 0          | 1            | 1            | 0            | 0            | 16       | 3      | 1           | 0          |
| V. Cela          | 0        | 0       | 0           | 0          | 0            | 0            | 0            | 0            | 0        | 0      | 0           | 0          |
| C. Ciccotti      | 20       | 0       | 0           | 0          | 2            | 0            | 0            | 0            | 22       | 0      | 0           | 0          |
| G. Colini        | 20       | 0       | 1           | 0          | 3            | 0            | 0            | 0            | 23       | 0      | 1           | 0          |
| M. Coluccini     | 17       | 1       | 2           | 0          | 4            | 2            | 0            | 0            | 21       | 3      | 2           | 0          |
| V. Di Giammarino | 5        | 0       | 0           | 0          | 2            | 1            | 0            | 0            | 7        | 1      | 0           | 0          |
| L. Fracassi      | 21       | 0       | 0           | 0          | 4            | 0            | 0            | 0            | 25       | 0      | 0           | 0          |
| M. Gambarotta    | 21       | 0       | 1           | 0          | 5            | 0            | 0            | 0            | 26       | 0      | 1           | 0          |
| G. Greggi        | 17       | 0       | 0           | 0          | 5            | 3            | 0            | 0            | 22       | 3      | 0           | 0          |
| I. Inchingolo    | -        | -       | -           | -          | -            | -            | -            | -            | -        | -      | -           | -          |
| C. Labate        | 9        | 0       | 0           | 0          | 2            | 1            | 0            | 0            | 11       | 1      | 0           | 0          |
| G. Mancini       | 1        | 0       | 0           | 0          | 1            | 0            | 0            | 0            | 2        | 0      | 0           | 0          |
| F. Marzi         | 6        | 0       | 2           | 0          | 2            | 0            | 0            | 0            | 8        | 0      | 2           | 0          |
| V. Nagni         | 22       | 4       | 2           | 0          | 5            | 2            | 0            | 0            | 27       | 6      | 2           | 0          |
| R. Nainggolan    | 6        | 1       | 0           | 0          | -            | -            | -            | -            | 6        | 1      | 0           | 0          |
| E. Nicosia Vinci | 3        | 0       | 0           | 0          | 3            | 1            | 1            | 0            | 6        | 1      | 1           | 0          |
| G. Pagano        | 1        | 0       | 0           | 0          | 1            | 0            | 0            | 0            | 2        | 0      | 0           | 0          |
| C. Palombi       | 16       | 3       | 1           | 0          | 4            | 4            | 0            | 0            | 20       | 7      | 1           | 0          |
| M. Picchi        | 13       | 0       | 0           | 0          | 4            | 1            | 0            | 0            | 17       | 1      | 0           | 0          |
| R. Pipitone      | 21       | -25     | 0           | 1          | 5            | -5           | 0            | 0            | 26       | -30    | 0           | 1          |
| F. Savini        | 19       | 0       | 2           | 0          | 3            | 0            | 0            | 0            | 22       | 0      | 2           | 0          |
| V. Simeone       | 5        | 0       | 0           | 0          | 2            | 0            | 0            | 0            | 7        | 0      | 0           | 0          |
| F. Simonetti     | 20       | 1       | 3           | 0          | 5            | 1            | 2            | 0            | 25       | 2      | 5           | 0          |
| V. Spagnoli      | 1        | 0       | 0           | 0          | 0            | 0            | 0            | 0            | 1        | 0      | 0           | 0          |